# Narakorn Khana
Narakorn Khana (tiếng Thái: นรากร คณา, sinh ngày 7 tháng 4 năm 1993) là một cầu thủ bóng đá từ Thái Lan. Hiện tại anh thi đấu cho Navy.